# Gervaso (personaggio)
Gervaso è un personaggio immaginario presente ne I promessi sposi, romanzo di Alessandro Manzoni.

## Biografia del personaggio
Fratello di Tonio, con cui vive, è un personaggio affetto da un evidente ritardo mentale. Tonio stesso lo conferma mentre parla con Renzo: "tu sai bene ch'io ho avuta la sua parte di cervello". Gervaso viene coinvolto da Tonio nel matrimonio a sorpresa, poi sventato dalla pronta reazione di don Abbondio.
La scelta del nome da parte del Manzoni non sembra casuale, infatti, in dialetto milanese, gervas è sinonimo di sciocco.